# 岡野食品
 岡野食品株式会社（おかのしょくひん）は、兵庫県姫路市御国野町国分寺に本社を置く、冷凍パン生地及び焼き菓子の製造・販売およびベーカリー店舗運営を行う会社である。
本項目では同社の前身である岡野食品産業株式会社および岡野食品グループについても記述する。

## 概要
1948年、岡野昇（1912年 - 1988年）により創業。
近畿地方を中心とした西日本でベーカリー店舗「コンセルボ」「クーズコンセルボ」「石窯パン工房マナレイア」「パンタジー」などの店舗運営とフランチャイズ運営を手掛けている。また、大手カフェチェーン、コンビニエンスストア、ドーナツチェーン店などに対し、冷凍パン生地や焼き菓子のOEM供給を行っている。
2023年12月、製パン工場と調理パン工場の操業を終了し、創業以来の基幹事業であったホールセールパン事業から撤退。冷凍パン生地と焼菓子の製造販売、並びにベーカリー店舗の運営の事業に資源を集中し、新たに設立した岡野食品株式会社として再出発した。

## 沿革
- 1948年：創業家の家業であった麦・米類の委託精米製粉加工業から製パン業への転換を図り、資本金50万円で設立。
- 1954年：オート三輪（三輪自動車）を使ったパンの移動販売を開始。
- 1957年：主に兵庫県を中心とした西日本各地で学校および自衛隊駐屯地の給食用パンの供給を開始。
- 1962年：和洋菓子工場を新設。
- 1967年：パンの専用工場を新設。直営店・特約店方式による包装パン・包装菓子「ククポーレ」ブランドを創設する。
- 1984年：冷凍生地流通（ベイクオフシステム）によるベーカリー「コンセルボ」のチェーン展開を開始。
- 2002年：姫路駅前（のち本社工場前に移転）にカレーうどん専門店の「渡辛来屋（とからいや）」を開店。
- 2005年：「石窯パン工房マナレイア」1号店を姫路市飾磨区に開店。
- 2009年：本社工場前にパンのアウトレット店「オカノファクトリーアウトレット」を開店。
- 2014年：岡野食品産業株式会社（初代法人）が商号を「岡野食品ホールディングス株式会社」に変更し、同時に新「岡野食品産業株式会社（2代目法人）」および「株式会社オカノベーカリー」を分社設立した。
- 2023年：岡野食品グループから、菓子事業、冷凍生地事業、店舗事業を吸収分割、事業を承継した岡野食品株式会社が発足。
- 2024年：兵庫県姫路市のパンタジー姫路西店を改装し、Conservo×GooZoo 1号店としてリニューアルオープン。
- 2025年4月：京都府京都市のクーズコンセルボ西大路店 リニューアルオープン。
- 2025年4月：レコパンフードビジネス株式会社が完全子会社となり、同社には岡野食品株式会社の代表取締役社長 宮司直人が兼任。
- 2025年4月：滋賀県甲賀市に、コンセルボ甲南店 新規オープン。
- 2025年6月：香川県高松市に、パンタジー上林店 新規オープン。

## 主なブランド
- コンセルボ（Conservo）：主に路面や大型SCなどに出店するベーカリー店舗。
- クーズコンセルボ（Coo’s Conservo)：コンセルボにカフェを併設した業態。
- 石窯パン工房マナレイア（manarhea)：スペイン製の石窯を備えた大型路面店。
- パンタジー(Pantasy)：主に食品スーパーに出店する小型ベーカリー店舗。
- グー・グー（GooZoo）：スイーツをメイン商材とする業態。
- カトルセゾン（quatre SAISONS）
- ドロシー（Dorothy）
- レコパン（RES COPAINS）

## かつて存在したブランド
- ククポーレ（Cook Polle)：ホールセールのパン、サンドイッチ、菓子のブランド。
- 渡辛来屋（とからいや）：カレーうどん店。 姫路駅前、次いで、本社工場前に店舗が存在した。
- いのもん屋：和菓子専門店。 姫路城前、次いで、本社工場前に店舗が存在した。
- カド・ドゥ・シエル（CADEAUX DU CIEL ）
- プッセリカ（Pousseliqua）